# Woringen
Woringen je obec v německé spolkové zemi Bavorsko, v zemském okrese Unterallgäu ve vládním obvodu Švábsko.
V roce 2015 zde žilo 1 966 obyvatel.

## Poloha
Sousední obce jsou: Bad Grönenbach, Benningen, Kronburg, Lachen, Memmingen a Wolfertschwenden.